# Take Me Out to the Ball Game

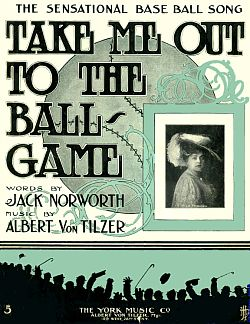

Take Me Out to the Ball Game(나를 야구장으로 데려가 주오)은 미국 메이저 리그에서 7회말이 시작하기 전에 부르는 스트레칭용 노래이다. 1908년 Jack Norworth가 작사, Von Tizler가 작곡하였다.